# Lista över byggnadsminnesförklarade trädgårdar i Sverige

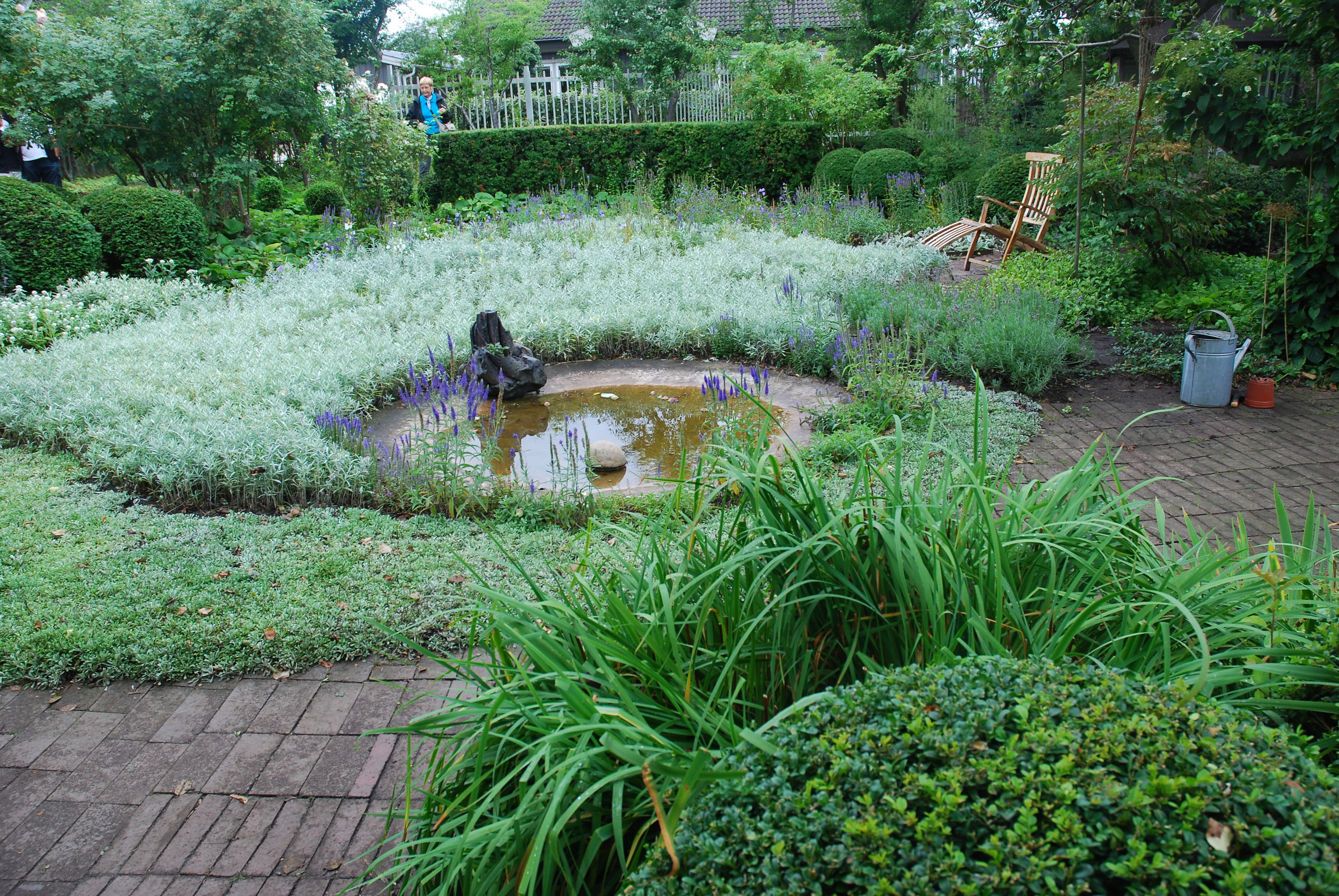
Ulla Molins trädgård i Höganäs

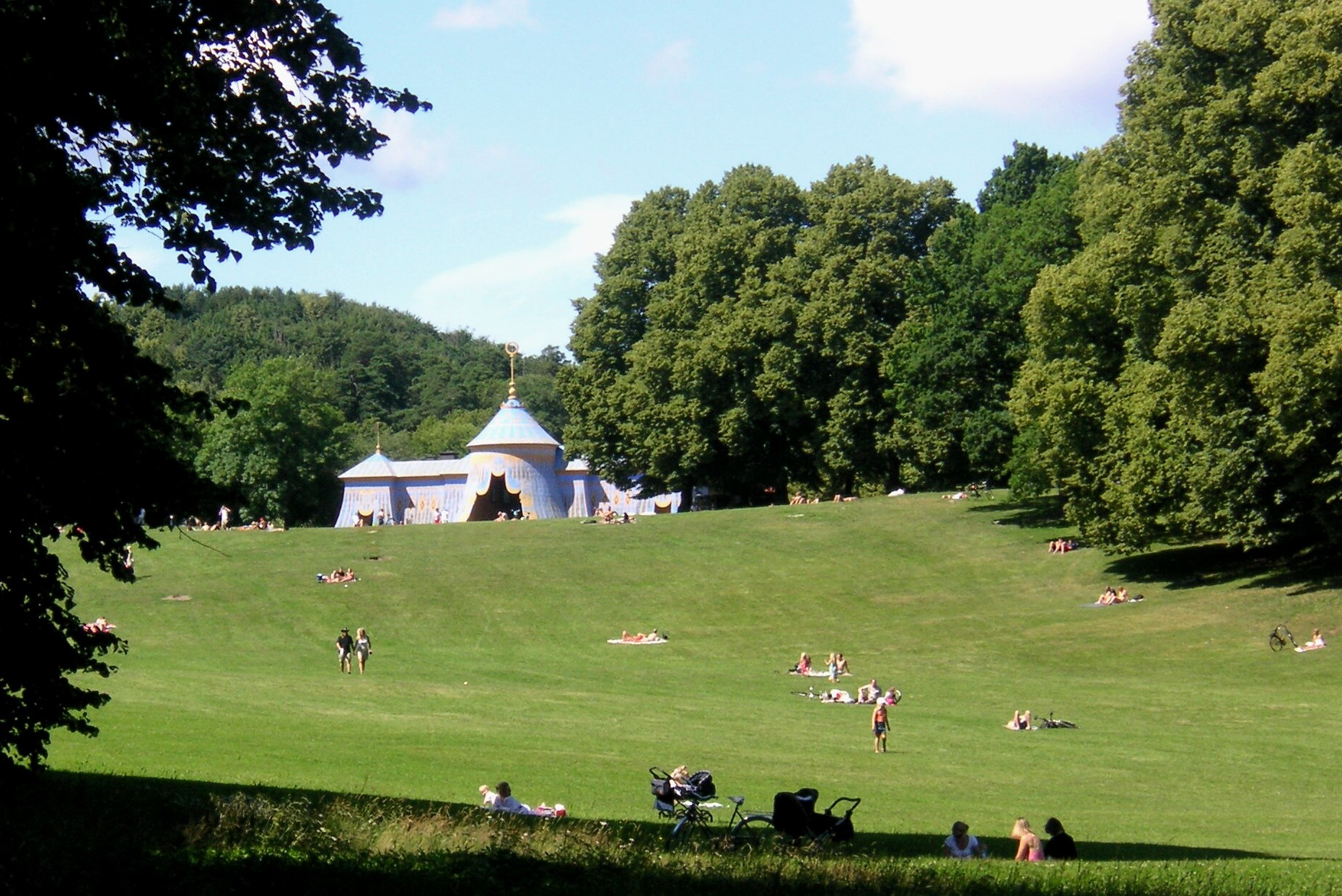
Hagaparken, Solna

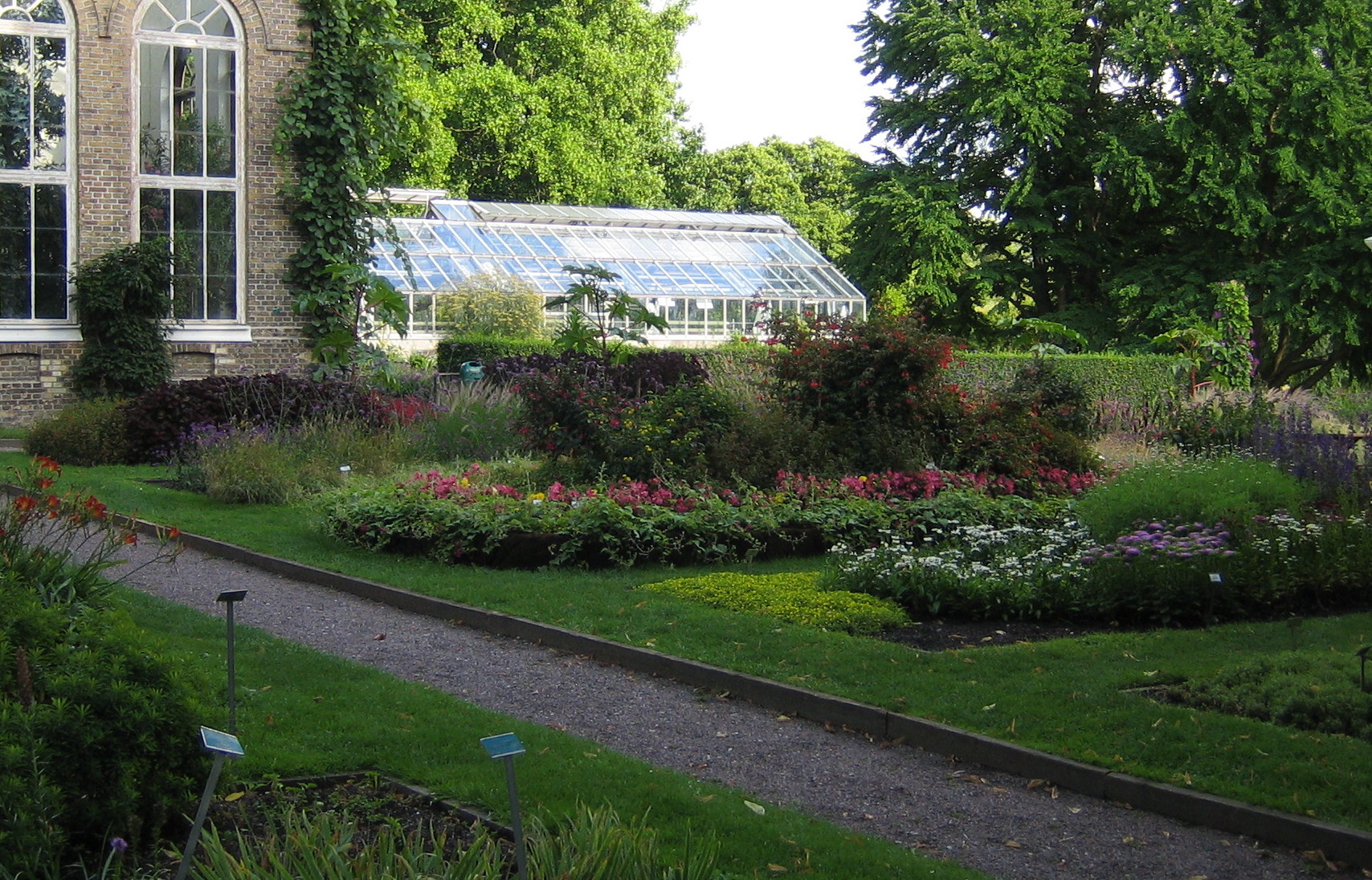
Botaniska trädgården i Lund

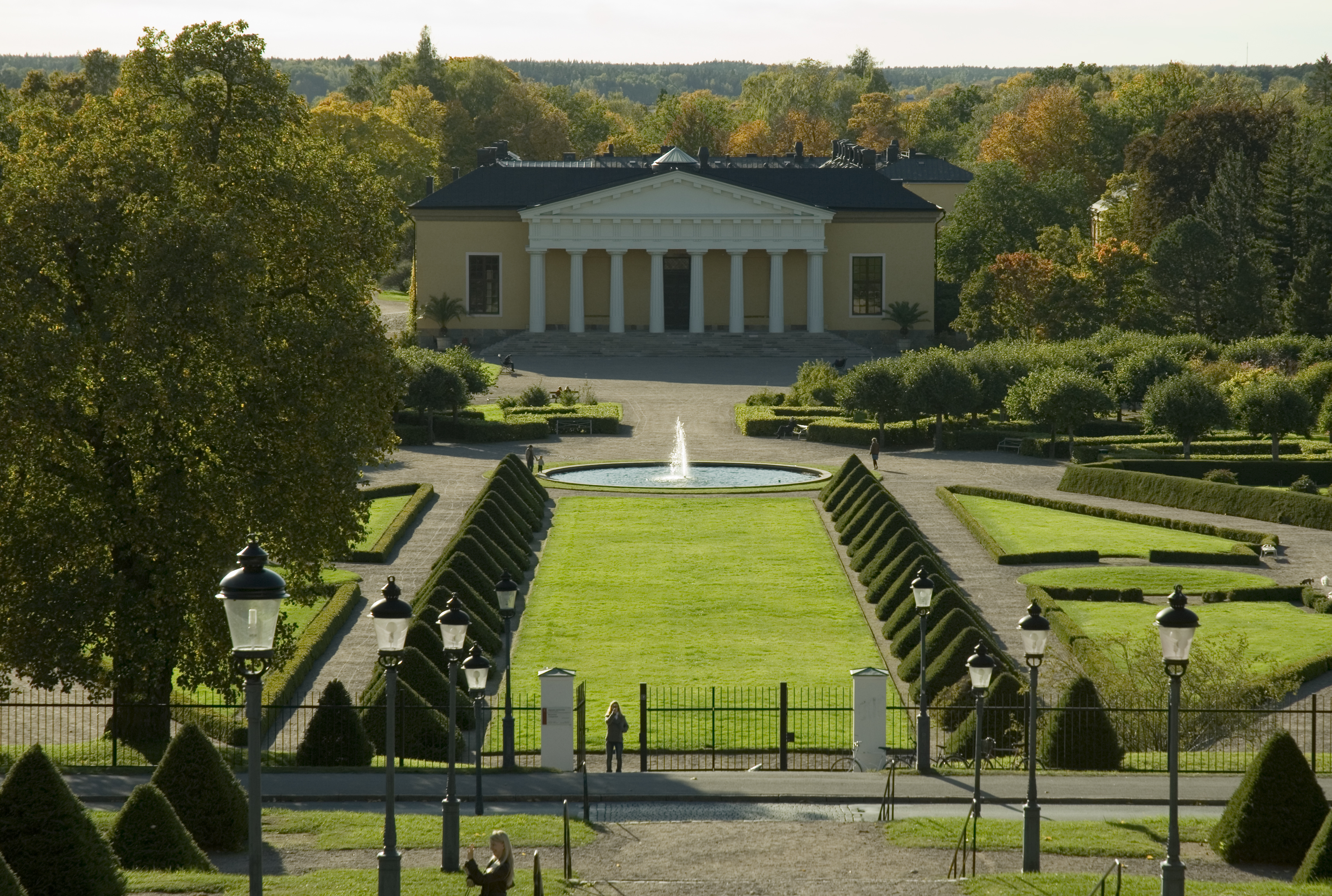
Botaniska trädgården i Uppsala

Lista över byggnadsminnesförklarade trädgårdar i Sverige förtecknar de tolv trädgårdar och parker i Sverige som är byggnadsminnen. 
Listan innehåller också exempel på byggnadsminnen som både[källa behövs] avser byggnader och omgivande trädgård eller park.

## Byggnadsminnesförklarade trädgårdar

### Privata trädgårdar
- Ulla Molins trädgård i Höganäs - 2010[1]
- Löwenströmska trädgården i Vaxholm - 2000[2]
- Parken Jacobsberg, vid Rosendals gård i Follingbo - 1988[3]

### Offentliga trädgårdar
- De Badande Wännernas botaniska trädgård i Visby - 1997[4]
- Bergianska trädgården i Stockholm[5]
- Botaniska trädgården i Uppsala[6]
- Linnéträdgården i Uppsala[7]
- Botaniska trädgården i Lund[8]
- Hagaparken i Solna - 1935[9]
- Universitetsparken i Uppsala - 1935[10]
- Observatorieparken i Uppsala  - 1935[11]
- Göteborgs trädgårdsförening - 1992[12]

## Byggnadsminnesförklarade byggnader med ambitiösa trädgårdar, i urval
- Alnarps slott, Lomma
- Bosjökloster, Höör
- Drottningholms slott, Ekerö kommun
- Hildasholm i Leksand
- Karlfeldtsgården i Karlbo, Krylbo, Avesta
- Ramlösa hälsobrunn, Helsingborg
- Sofiero, Helsingborg
- Sturefors slott, Linköpings kommun
- Svaneholms slott, Skurups kommun
- Svartsjö slott, Ekerö kommun
- Tessinska palatset, Stockholms kommun
- Vadstena slott, Vadstena
- Övedsklosters slott, Sjöbo kommun